# Генетичний матеріал
Генетичний матеріал — носій генетичної інформації будь-якого організму, який визначає їх ріст, розвиток і функціонування. Він втілює спадкову інформацію, що передається від одного покоління до наступного, уможливлюючи передачу специфічних рис і характеристик. Цей фундаментальний матеріал є ключовим у продовженні життя, відіграючи центральну роль в еволюційних процесах. Сукупність всього генетичного матеріалу організму називається геном.
У більшості організмів ДНК (дезоксирибонуклеїнова кислота) служить первинним генетичним матеріалом. Елегантна структура ДНК складається з двох ланцюгів, переплетених у подвійну спіраль, що складається з нуклеотидних одиниць — аденіну, тиміну, цитозину та гуаніну — розташованих у певній послідовності, яка формує певні гени. Гени є існтрукціями для синтезу білків — ключових молекул, що керують є основним будівельним матеріалом організму та керують різними біологічними функціями в клітинах.
РНК (рибонуклеїнова кислота), ще одна життєво важлива нуклеїнова кислота, працює разом з ДНК. Її різноманітні функції охоплюють передачу генетичної інформації від ДНК до механізмів утворення білків і виконання критичних клітинних функцій, включаючи регуляцію експресії генів.
Різноманітність генетичного матеріалу виходить за межі ДНК і РНК, охоплюючи різні форми в різноманітних формах життя. Наприклад, деякі віруси використовують РНК як свій первинний генетичний матеріал.
Цілісність і точність генетичного матеріалу підтримується складними молекулярними механізмами, включаючи реплікацію, репарацію та рекомбінацію ДНК, що забезпечує точну передачу генетичної інформації під час поділу клітин.
Вивчення генетичного матеріалу лежить в основі прогресу в молекулярній біології, генетиці, біотехнології та біомедицини, сприяючи проривам у таких сферах, як редагування генів, персоналізована медицина та розуміння молекулярної основи спадкових захворювань. Це постійне дослідження стимулює розвиток науки та інновації, формуючи наше розуміння суті самого життя.

## Походження генетичного матеріалу
Тим не менш, першим генетичним матеріалом на Землі вважається РНК, спочатку представлена у вигляді здібних до само-реплікації молекул РНК, плаваючих у воді. Цей гіпотетичний період в еволюції клітинного життя відомий як світ РНК. Ця гіпотеза заснована на здатності РНК діяти і як генетичний матеріал, так і як ензим, відомий як рибозим. Проте, з того часу як виникли білки здібні до ферментативного каталізу, стійкіша молекула ДНК стала домінуючим генетичним матеріалом, ситуація, що триває сьогодні. ДНК не тільки хімічно стійкіша за РНК, але й її дволанцюгова структура дозволяє виправлення більшості мутацій. Сучасні клітини використовують РНК переважно для будівлі білків за інструкціями, закодованими у ДНК, у формі мРНК, рРНК або тРНК.

## Визначення терміна в міжнародних документах
Генетичний матеріал (англ. genetic material) означає будь-який матеріал рослинного, тваринного, мікробного   або іншого походження, який містить функціональні одиниці спадковості.
Генетичний матеріал – будь-який матеріал рослинного походження, включаючи репродуктивний і вегетативний матеріал для розмноження, який містить функціональні одиниці спадковості.